# Collegio di Kettering
Kettering è un collegio elettorale inglese situato nel Northamptonshire, nelle Midlands Orientali, rappresentato alla Camera dei comuni del Parlamento del Regno Unito. Elegge un membro del parlamento con il sistema maggioritario a turno unico; l'attuale parlamentare è Rosie Wrighting del Partito Laburista, che rappresenta il collegio dal 2024.

## Estensione

Kettering dal 2010 al 2024

- 1918-1950: i distretti urbani di Desborough, Kettering e Rothwell, i distretti rurali di Brixworth, Kettering e Oxendon, e nel distretto rurale di Northampton le parrocchie civili di Great Billing, Little Billing e Weston Favell.
- 1950-1974: il Municipal Borough di Kettering, i distretti urbani di Burton Latimer, Corby, Desborough e Rothwell e i distretti rurali di Brixworth e Kettering.
- 1974-1983: il Municipal Borough di Kettering, i distretti urbani di Burton Latimer, Corby, Desborough e Rothwell e l distretto rurale di Kettering.
- 1983-1997: il borgo di Kettering, e i ward del distretto di Daventry di Boughton and Pitsford, Brixworth, Clipston, Moulton e Overstone and Walgrave.
- 1997-2010: il borgo di Kettering, e i ward del distretto di Daventry di Boughton and Pitsford, Brixworth, Clipston, Guilsborough, Moulton, Overstone and Walgrave, Spratton e Welford.
- 2010-2024: il borgo di Kettering.
- dal 2024: i ward del North Northamptonshire di Burton and Broughton, Clover Hill, Desborough, Ise, Northall, Rothwell and Mawsley e Wicksteed and Windmill.[1]

Il collegio copre la grande città di Kettering, le città minori di Desborough e Rothwell, la piccola città di Burton Latimer e vari insediamenti rurali. Il collegio fu creato nel 1918 e includeva la città industriale a predominanza laburista di Corby, fino alle elezioni generali del 1983, quando Corby ottenne un proprio collegio.

## Membri del parlamento
| Elezione | Elezione            | Deputato                 | Partito      |
| -------- | ------------------- | ------------------------ | ------------ |
|          | 1918                | Alfred Waterson          | Co-Operativo |
|          | 1922                | Owen Parker              | Conservatore |
|          | 1923                | Samuel Perry             | Laburista    |
|          | 1924                | Mervyn Manningham-Buller | Conservatore |
|          | 1929                | Samuel Perry             | Laburista    |
|          | 1931                | John Eastwood            | Conservatore |
| 1940 (S) | John Profumo        |                          | Conservatore |
|          | 1945                | Gilbert Mitchison        | Laburista    |
| 1964     | Geoffrey de Freitas |                          | Laburista    |
| 1979     | William Homewood    |                          | Laburista    |
|          | 1983                | Roger Freeman            | Conservatore |
|          | 1987                | Phil Sawford             | Laburista    |
|          | 2005                | Philip Hollobone         | Conservatore |
|          | 2024                | Rosie Wrighting          | Laburista    |

## Elezioni

### Elezioni negli anni 2020
| Partito                    | Partito                                           | Candidato                  | Risultati 4 luglio 2024 | Risultati 4 luglio 2024 |
| Partito                    | Partito                                           | Candidato                  | Voti                    | %                       |
| -------------------------- | ------------------------------------------------- | -------------------------- | ----------------------- | ----------------------- |
|                            | Laburista                                         | Rosie Wrighting            | 18 009                  | 35,85                   |
|                            | Conservatore                                      | Philip Hollobone           | 14 189                  | 28,25                   |
|                            | Reform UK                                         | Crispian Besley            | 8 468                   | 16,86                   |
|                            | Verdi                                             | Emily Fedorowycz           | 7 004                   | 13,94                   |
|                            | Lib Dem                                           | Sarah Ryan                 | 1 357                   | 2,70                    |
|                            | Indipendente                                      | Jim Hakewill               | 1 057                   | 2,10                    |
|                            | Social Democratico                                | Matthew Murphy             | 85                      | 0,17                    |
|                            | Alliance for Democracy and Freedom                | Jehad Aburamadan           | 62                      | 0,12                    |
|                            |                                                   |                            |                         |                         |
| Iscritti                   | Iscritti                                          | Iscritti                   | 79 390                  | 100,00                  |
| ↳ Votanti (% su iscritti)  | ↳ Votanti (% su iscritti)                         | ↳ Votanti (% su iscritti)  | 50 231                  | 63,27                   |
| ↳ Astenuti (% su iscritti) | ↳ Astenuti (% su iscritti)                        | ↳ Astenuti (% su iscritti) | 29 159                  | 36,73                   |
|                            |                                                   |                            |                         |                         |
|                            | Esito: collegio passa da Conservatore a Laburista |                            |                         |                         |

### Elezioni negli anni 2010
| Partito                    | Partito                                   | Candidato                  | Risultati 12 dicembre 2019 | Risultati 12 dicembre 2019 |
| Partito                    | Partito                                   | Candidato                  | Voti                       | %                          |
| -------------------------- | ----------------------------------------- | -------------------------- | -------------------------- | -------------------------- |
|                            | Conservatore                              | Philip Hollobone           | 29 787                     | 60,35                      |
|                            | Laburista                                 | Clare Pavitt               | 13 022                     | 26,38                      |
|                            | Lib Dem                                   | Chris Nelson               | 3 367                      | 6,82                       |
|                            | Indipendente                              | Jim Hakewill               | 1 642                      | 3,33                       |
|                            | Verdi                                     | Jamie Wildman              | 1 543                      | 3,13                       |
|                            |                                           |                            |                            |                            |
| Iscritti                   | Iscritti                                  | Iscritti                   | 73 187                     | 100,00                     |
| ↳ Votanti (% su iscritti)  | ↳ Votanti (% su iscritti)                 | ↳ Votanti (% su iscritti)  | 49 361                     | 67,45                      |
| ↳ Astenuti (% su iscritti) | ↳ Astenuti (% su iscritti)                | ↳ Astenuti (% su iscritti) | 23 826                     | 32,55                      |
|                            |                                           |                            |                            |                            |
|                            | Esito: collegio confermato a Conservatore |                            |                            |                            |

| Partito                    | Partito                                   | Candidato                  | Risultati 8 giugno 2017 | Risultati 8 giugno 2017 |
| Partito                    | Partito                                   | Candidato                  | Voti                    | %                       |
| -------------------------- | ----------------------------------------- | -------------------------- | ----------------------- | ----------------------- |
|                            | Conservatore                              | Philip Hollobone           | 28 616                  | 57,92                   |
|                            | Laburista                                 | Mick Scrimshaw             | 18 054                  | 36,54                   |
|                            | Lib Dem                                   | Suzanna Austin             | 1 618                   | 3,28                    |
|                            | Verdi                                     | Rob Reeves                 | 1 116                   | 2,26                    |
|                            |                                           |                            |                         |                         |
| Iscritti                   | Iscritti                                  | Iscritti                   | 71 496                  | 100,00                  |
| ↳ Votanti (% su iscritti)  | ↳ Votanti (% su iscritti)                 | ↳ Votanti (% su iscritti)  | 49 404                  | 69,10                   |
| ↳ Astenuti (% su iscritti) | ↳ Astenuti (% su iscritti)                | ↳ Astenuti (% su iscritti) | 22 092                  | 30,90                   |
|                            |                                           |                            |                         |                         |
|                            | Esito: collegio confermato a Conservatore |                            |                         |                         |

| Partito                    | Partito                                   | Candidato                  | Risultati 7 maggio 2015 | Risultati 7 maggio 2015 |
| Partito                    | Partito                                   | Candidato                  | Voti                    | %                       |
| -------------------------- | ----------------------------------------- | -------------------------- | ----------------------- | ----------------------- |
|                            | Conservatore                              | Philip Hollobone           | 24 467                  | 51,82                   |
|                            | Laburista                                 | Rhea Keehn                 | 11 877                  | 25,15                   |
|                            | UKIP                                      | Jonathan Bullock           | 7 600                   | 16,10                   |
|                            | Verdi                                     | Rob Reeves                 | 1 633                   | 3,46                    |
|                            | Lib Dem                                   | Chris McGlynn              | 1 490                   | 3,16                    |
|                            | Democratici                               | Derek Hilling              | 151                     | 0,32                    |
|                            |                                           |                            |                         |                         |
| Iscritti                   | Iscritti                                  | Iscritti                   | 70 160                  | 100,00                  |
| ↳ Votanti (% su iscritti)  | ↳ Votanti (% su iscritti)                 | ↳ Votanti (% su iscritti)  | 47 218                  | 67,30                   |
| ↳ Astenuti (% su iscritti) | ↳ Astenuti (% su iscritti)                | ↳ Astenuti (% su iscritti) | 22 942                  | 32,70                   |
|                            |                                           |                            |                         |                         |
|                            | Esito: collegio confermato a Conservatore |                            |                         |                         |

| Partito                    | Partito                                   | Candidato                  | Risultati 6 maggio 2010 | Risultati 6 maggio 2010 |
| Partito                    | Partito                                   | Candidato                  | Voti                    | %                       |
| -------------------------- | ----------------------------------------- | -------------------------- | ----------------------- | ----------------------- |
|                            | Conservatore                              | Philip Hollobone           | 23 247                  | 49,12                   |
|                            | Laburista                                 | Phil Sawford               | 14 153                  | 29,90                   |
|                            | Lib Dem                                   | Chris Nelson               | 7 498                   | 15,84                   |
|                            | BNP                                       | Clive Skinner              | 1 366                   | 2,89                    |
|                            | Democratici                               | Derek Hilling              | 952                     | 2,01                    |
|                            | Bus-Pass Elvis                            | Dave Bishop                | 112                     | 0,24                    |
|                            |                                           |                            |                         |                         |
| Iscritti                   | Iscritti                                  | Iscritti                   | 68 790                  | 100,00                  |
| ↳ Votanti (% su iscritti)  | ↳ Votanti (% su iscritti)                 | ↳ Votanti (% su iscritti)  | 47 328                  | 68,80                   |
| ↳ Astenuti (% su iscritti) | ↳ Astenuti (% su iscritti)                | ↳ Astenuti (% su iscritti) | 21 462                  | 31,20                   |
|                            |                                           |                            |                         |                         |
|                            | Esito: collegio confermato a Conservatore |                            |                         |                         |

### Elezioni negli anni 2000
| Partito                    | Partito                                           | Candidato                  | Risultati 5 maggio 2005 | Risultati 5 maggio 2005 |
| Partito                    | Partito                                           | Candidato                  | Voti                    | %                       |
| -------------------------- | ------------------------------------------------- | -------------------------- | ----------------------- | ----------------------- |
|                            | Conservatore                                      | Philip Hollobone           | 25 401                  | 45,65                   |
|                            | Laburista                                         | Phil Sawford               | 22 100                  | 39,72                   |
|                            | Lib Dem                                           | Roger Aron                 | 6 882                   | 12,37                   |
|                            | UKIP                                              | Rosemarie Clarke           | 1 263                   | 2,27                    |
|                            |                                                   |                            |                         |                         |
| Iscritti                   | Iscritti                                          | Iscritti                   | 81 832                  | 100,00                  |
| ↳ Votanti (% su iscritti)  | ↳ Votanti (% su iscritti)                         | ↳ Votanti (% su iscritti)  | 55 646                  | 68,00                   |
| ↳ Astenuti (% su iscritti) | ↳ Astenuti (% su iscritti)                        | ↳ Astenuti (% su iscritti) | 26 186                  | 32,00                   |
|                            |                                                   |                            |                         |                         |
|                            | Esito: collegio passa da Laburista a Conservatore |                            |                         |                         |

| Partito                    | Partito                                | Candidato                  | Risultati 7 giugno 2001 | Risultati 7 giugno 2001 |
| Partito                    | Partito                                | Candidato                  | Voti                    | %                       |
| -------------------------- | -------------------------------------- | -------------------------- | ----------------------- | ----------------------- |
|                            | Laburista                              | Phil Sawford               | 24 034                  | 44,71                   |
|                            | Conservatore                           | Philip Hollobone           | 23 369                  | 43,48                   |
|                            | Lib Dem                                | Roger Aron                 | 5 469                   | 10,17                   |
|                            | UKIP                                   | Barry Mahoney              | 880                     | 1,64                    |
|                            |                                        |                            |                         |                         |
| Iscritti                   | Iscritti                               | Iscritti                   | 78 930                  | 100,00                  |
| ↳ Votanti (% su iscritti)  | ↳ Votanti (% su iscritti)              | ↳ Votanti (% su iscritti)  | 53 752                  | 68,10                   |
| ↳ Astenuti (% su iscritti) | ↳ Astenuti (% su iscritti)             | ↳ Astenuti (% su iscritti) | 25 178                  | 31,90                   |
|                            |                                        |                            |                         |                         |
|                            | Esito: collegio confermato a Laburista |                            |                         |                         |

## Risultati dei referendum

### Referendum sulla permanenza del Regno Unito nell'Unione europea del 2016
|             | Collegio  | Lasciare UE % | Rimanere in UE % |
| ----------- | --------- | ------------- | ---------------- |
|             | Kettering | 61,0%         | 39,0%            |
| Inghilterra | 53,3%     | 46,7%         |                  |
| Regno Unito | 51,9%     | 48,1%         |                  |